# IC 1662
IC 1662 је расијано звјездано јато у сазвјежђу Тукан које се налази на листи објеката дубоког неба у Индекс каталогу.
Деклинација објекта је - 73° 27' 25" а ректасцензија 1h 12m 33,3s. IC 1662 је још познат и под ознакама ESO 29-SC37.